# Jeanne Haze
Jeanne Haze, in religione Maria Teresa del Sacro Cuore di Gesù (Liegi, 27 febbraio 1782 – Liegi, 7 gennaio 1876), è stata una religiosa belga, fondatrice della congregazione delle Figlie della Croce. È stata beatificata da papa Giovanni Paolo II nel 1991.

## Biografia
Durante la Rivoluzione francese la sua famiglia fu costretta a emigrare all'estero, perdendo tutte le sue proprietà. Dopo la morte dei genitori, nel 1824, a 42 anni, accettò di dirigere una scuola parrocchiale a Liegi; quando, nel 1830, il Belgio si rese indipendente dai Paesi Bassi, la Haze e le sue compagne diedero inizio a una nuova congregazione religiosa, detta "delle Figlie della Croce".
Jeanne Haze prese i voti nel 1833 assumendo il nome di madre Maria Teresa del Sacro Cuore. Morì a quasi 94 anni nel 1876.

## Il culto
La causa di canonizzazione fu introdotta il 13 dicembre 1911 e divenne Serva di Dio sotto San Pio X; il 9 febbraio 1941 Papa Pio XII promulgò il decreto che ne riconosceva le virtù eroiche, attribuendole il titolo di Venerabile.
Papa Giovanni Paolo II l'ha proclamata beata il 21 aprile 1991 nella basilica di San Pietro in Vaticano.